# KICK OFF (おニャン子クラブのアルバム)
『KICK OFF』（キック・オフ）はおニャン子クラブ初のスタジオ・アルバム。1985年9月21日発売。発売元はキャニオン・レコード。

## 解説
デビュー・シングル「セーラー服を脱がさないで」（1985.7.5）を含む、初のオリジナル・アルバム。1985年の年間アルバムヒットチャートでは第41位にランクされた。また、100位以内に計30週ランクされ、同グループのオリジナルアルバム中、最高のロングセラーを記録した。
収録曲の半分（5曲）のメインボーカルは、「セーラー服を脱がさないで」でメインボーカルを担当した4人（新田恵利・中島美春・福永恵規・内海和子）が担当（1曲、この4人に2人追加した6人編成の楽曲、それ以外の5曲にもこの4人のいずれかがメインボーカルで参加）。アートワークを含めアルバム全体が、この4人を前面に押し出した構成である。
ジャケット写真は、胸元に会員番号数字が付いたラガーシャツをそれぞれが着衣している。予約特典として、このラガーシャツのポスターが店頭で進呈された。

## 収録曲
全作詞:秋元康
1. いじわるねDarlin'
  - 作曲:松尾清憲　編曲:山川恵津子
  - ボーカル:中島美春・名越美香・永田ルリ子・樹原亜紀・富川春美・城之内早苗・高井麻巳子・立見里歌
2. 真赤な自転車
  - 作曲:高橋研　編曲:佐藤準
  - フロントボーカル:新田恵利・中島美春・福永恵規・内海和子
3. シーッ!愛はお静かに…
  - 作曲・編曲:山川恵津子
  - ボーカル:内海和子・高井麻巳子・河合その子・岩井由紀子
4. セーラー服を脱がさないで
  - 作曲・編曲:佐藤準
  - フロントボーカル:新田恵利・中島美春・福永恵規・内海和子
5. 夏のクリスマス
  - 作曲:高橋研　編曲:佐藤準
  - ボーカル:新田恵利・中島美春・福永恵規・内海和子・名越美香・高井麻巳子
6. 愛の倫理社会
  - 作曲・編曲:山川恵津子
  - ボーカル:福永恵規・内海和子
7. 早すぎる世代
  - 作曲・編曲:佐藤準
  - フロントボーカル:新田恵利・中島美春・福永恵規・内海和子
8. FENを聴かせて
  - 作曲:松尾清憲　編曲:山川恵津子
  - ボーカル:新田恵利・中島美春
9. LIKE A CHERRY BOY
  - 作曲:後藤次利　編曲:佐藤準
  - フロントボーカル:新田恵利・中島美春・福永恵規・内海和子
10. 放課後に落ち込んだ少女
  - 作曲・編曲:佐藤準
  - フロントボーカル:福永恵規・内海和子

## 関連作品
- スーパーベスト
- NON-STOP おニャン子
- おニャン子クラブ ベスト
- 家宝
- MYこれ!クション おニャン子クラブBEST
- 「おニャン子クラブ」SINGLESコンプリート
- おニャン子クラブ大全集 for HiQualityCD 上・下巻 限定CD-BOX